# 巷口镇
巷口镇，是中华人民共和国贵州省遵义市红花岗区下辖的一个乡镇级行政单位。

## 行政区划
巷口镇下辖以下地区：
巷口村、沙坪村、八卦村和中山村。